# Rivière Bonjour
Pour les articles homonymes, voir Bonjour et Rivière Bonjour.
La rivière Bonjour est un cours d'eau de la réserve faunique de Matane, traversant les cantons Leclercq et Cuoq, dans le territoire non organisé (TNO) de Rivière-Bonjour, dans la municipalité régionale de comté (MRC) La Matanie, sur la péninsule gaspésienne, dans la région administrative du Bas-Saint-Laurent, au Québec, au Canada.

## Géographie
La rivière Bonjour prend sa source au lac Bonjour (longueur : 0,6 km ; altitude : 459 m) dans le canton Leclercq, dans le TNO de Rivière-Bonjour, dans les monts Chic-Chocs. Ce lac reçoit sur sa pointe Sud, tout près de son embouchure, les eaux du ruisseau Steep Hill (venant du nord). Le Lac Bonjour est situé sur le versant ouest de la ligne de partage des eaux avec le bassin versant du ruisseau Alphonse lequel se dirige vers l'est jusqu'à la rivière Cap-Chat.
L'embouchure du lac Bonjour est située dans la réserve faunique de Matane à 27,0 km au sud-est du littoral sud-est du golfe du Saint-Laurent, à 7,1 km au nord-ouest de la limite de la réserve faunique de Dunière, à 2,3 km au nord de la limite sud du canton Boutet et à 2,6 km à l'ouest de la limite du canton Joffre.
À partir de sa source, la Rivière Bonjour coule sur 16,7 km dans une vallée encaissée, répartis selon les segments suivants :
- 4,4 km vers le sud-ouest, jusqu'à la confluence du ruisseau Rouynot (venant du nord-est) ;
- 0,4 km vers l'ouest, jusqu'à la confluence du ruisseau Bernier (venant du nord) ;
- 3,8 km vers le sud-ouest, jusqu'à la confluence du ruisseau Guénin (venant du nord) ;
- 0,6 km vers le sud-ouest, jusqu'à la confluence du ruisseau Bergier (venant du nord) ;
- 0,6 km vers le sud-ouest, jusqu'à la confluence du ruisseau Bieil (venant du nord) ;
- 4,6 km vers le sud-ouest, jusqu'à la limite du canton Cuoq ;
- 0,7 km vers le sud-ouest, jusqu'à la confluence du ruisseau Desjarlais (venant du nord) ;
- 1,6 km vers l'ouest, jusqu'à sa confluence[2].

À partir du lac Bonjour et jusqu'à sa confluence, la Rivière Bonjour coule en parallèle du côté nord de la rivière à la Truite. La vallée où coule la rivière Bonjour se prolonge vers l'ouest dans la vallée de la rivière Matane et vers l'est dans la vallée du ruisseau Alphonse ; ce prolongement s'étend même plus à l'est dans la vallée d'un segment de la rivière Cap-Chat Est, situé entre la rivière Cap-Chat et la confluence du ruisseau Wilson.
La rivière Bonjour coule dans une vallée profonde bordée de hautes montagnes des Chic-Chocs, surtout du côté nord qui compte à proximité plusieurs sommets élevés enlignés dans le sens est-ouest, notamment : monts Bayfield (altitude : 884 m), Blanc  (altitude : 1 055 m), Craggy (altitude : 834 m), Pointu (altitude : 898 m). Plusieurs plusieurs ruisseaux descendent de ses flancs montagneux vers le sud pour rejoindre le cours de la rivière Bonjour.
La Rivière Bonjour se déverse sur la rive est de la rivière Matane, dans le canton Cuoq, dans le territoire non organisé de Rivière-Bonjour, à 27,0 km au sud-est du littoral sud-est du golfe du Saint-Laurent, à 0,4 km en aval du barrage du Lac-Matane.
La route 1 de la réserve faunique de Matane longe la rivière Bonjour, de son embouchure à sa tête.

## Toponymie
Le plan de la rivière Matane et ses tributaires, dressé en 1913 par l'arpenteur Elzéar Laberge, désigne ce cours d'eau « Rivière Bonjour ». Bien que l'origine de cette appellation reste inconnue, une hypothèse subsiste ; en 1765, la rivière Matane était parfois nommée « Rivière du Matin ». Ainsi, la Commission de toponymie du Québec évoque la possibilité d'une filiation entre les noms « Matin » et « Bonjour ».
Le toponyme a été officialisé le 5 décembre 1968.